# Dispositivo (informatica)
Un dispositivo, in informatica, indica un componente del computer che svolge una determinata funzione:
- dispositivo di input: apparecchiatura tramite la quale l'operatore inserisce o trasferisce i dati nel computer;
- dispositivo di memoria: apparecchiatura costruita per immagazzinare dati in una forma leggibile dalla macchina;
- dispositivo di output: apparecchiatura con cui un dato immagazzinato nel computer viene trasferito all'esterno (per esempio, una stampante)[1].

Inoltre il termine, utilizzato anche nel suo equivalente inglese device, può indicare degli elementi concernenti un sistema operativo:
- device, astrazione di un dispositivo hardware al quale il sistema operativo fornisce accesso mediante un driver; nei sistemi Unix storicamente si sono distinti i block device (i dispositivi che accedono ai dati in gruppi di byte e non necessariamente in sequenza) dai character device (ai quali l'astrazione in oggetto fornisce primitive per accedere ai byte strettamente in sequenza);
- device file o file speciale, un'interfaccia ad un driver che appare nel file system come se fosse un file ordinario; anch'essi sono divisi storicamente in block e character.

## Dispositivi Ibridi (Input/Output)
Alcuni dispositivi sono progettati per svolgere sia funzioni di input che di output, rendendoli strumenti versatili nel contesto informatico. Questi dispositivi, noti come dispositivi I/O, consentono di inviare e ricevere dati simultaneamente.  

### Esempi di dispositivi I/O
- Touchscreen: consente l'interazione tramite il tocco (input) e visualizza informazioni (output).
- Stampanti multifunzione: possono stampare documenti (output) e acquisire immagini tramite scanner (input).
- Hard disk e SSD: memorizzano dati scritti dal sistema (input) e forniscono accesso ai dati memorizzati (output).

Questi dispositivi sono fondamentali in ambienti in cui efficienza e multifunzionalità sono richieste.

## Gestione dei dispositivi nei sistemi operativi
I sistemi operativi moderni utilizzano driver per garantire la comunicazione tra il dispositivo hardware e il software. I driver sono programmi specializzati che traducono i comandi del sistema operativo in istruzioni comprensibili dal dispositivo.  

### Driver di dispositivo
- Consentono l'utilizzo di periferiche senza necessità d'interazione diretta con l'hardware.
- Sono specifici per ogni dispositivo e sistema operativo.

### File di dispositivo
Nei sistemi basati su Unix/Linux, ogni dispositivo hardware è rappresentato come un file speciale all'interno del file system. Questi file si trovano nella directory /dev e si suddividono in:  
- Block device: utilizzati per dispositivi che leggono e scrivono dati in blocchi, come i dischi rigidi.
- Character device: utilizzati per dispositivi che trasmettono dati in sequenza, come tastiere e porte seriali.

## Evoluzione dei dispositivi informatici
Negli corso degli anni i dispositivi informatici si sono evoluti significativamente:  
- Anni 1970-80: Dispositivi di input semplici come tastiere e dispositivi di output come stampanti a matrice di punti.
- Anni 1990: L'introduzione dei mouse ottici, dei monitor CRT e dei primi dispositivi di memoria rimovibile (floppy disk e CD-ROM).
- XXI secolo: Dispositivi touchscreen, realtà virtuale (VR), Solid State Drive ad alte prestazioni e Internet delle cose (IdC) cioè dispositivi che permettono una comunicazione remota e automatizzata.

## Dispositivi e sicurezza
I dispositivi informatici, soprattutto quelli connessi a una rete telematica, possono rappresentare un rischio per la sicurezza:  
- Dispositivi IdC: spesso vulnerabili agli attacchi informatici se non adeguatamente protetti;
- Periferiche USB: possono trasportare malware se collegati a sistemi non sicuri;
- Dispositivi di rete: router e modem necessitano di aggiornamenti regolari per proteggersi da minacce esterne.

Implementare misure di sicurezza, come firewall, antivirus e aggiornamenti regolari del firmware, è essenziale per mitigare questi rischi.  